# Fabio Furia
Fabio Furia (Milano, 18 marzo 1971) è un compositore, arrangiatore e musicista italiano e primo docente di bandoneon in un conservatorio statale di musica in Italia, presso il Conservatorio G.P. da Palestrina di Cagliari.

## Biografia

Fabio Furia nel 2013

All'età di sette anni inizia, da autodidatta, lo studio della fisarmonica. Gran parte della sua formazione musicale è affidata al Professor Corrado Rojac che gli impartisce lezioni di strumento, solfeggio e armonia. 
All’età di sedici anni, si avvia allo studio del clarinetto presso il Conservatorio di Cagliari nel quale si diploma sotto la guida del M° Roberto Gander. Successivamente si perfeziona con alcuni tra i migliori clarinettisti del mondo come Antony Pay, Alessandro Carbonare e Wenzel Fuchs.
Parallelamente all'attività di clarinettista, intraprende lo studio del bandoneon con Juan José Mosalini e Daniel Binelli e si diploma presso il Conservatoire Gennevilliers di Parigi sotto la guida di Juanjo Mosalini.
Svolge attività concertistica in tutto il mondo e si è esibito come solista in Italia, Canada, Messico, Croazia, Repubblica Ceca, Germania, Francia, Slovenia, Macedonia, Lituania, Austria, Spagna, Giappone, Corea, Grecia, Libano e Stati Uniti.  Si è esibito in alcune delle più importanti sale da concerto internazionali tra cui la Dvorak Hall del Rudolfinum di Praga, il Teatro Bozar di Bruxelles, l'Auditorium Parco della Musica di Roma, l’Auditorium Giovanni Arvedi di Cremona e il Teatro Lirico di Cagliari. Ha collaborato con musicisti ed ensemble del calibro di Antony Pay, Michel Michalakakos, Anna Tifu, Franco Maggio Ormezowski, Anne Gastinel, Stefano Pagliani, Jean Ferrandis e molti altri.

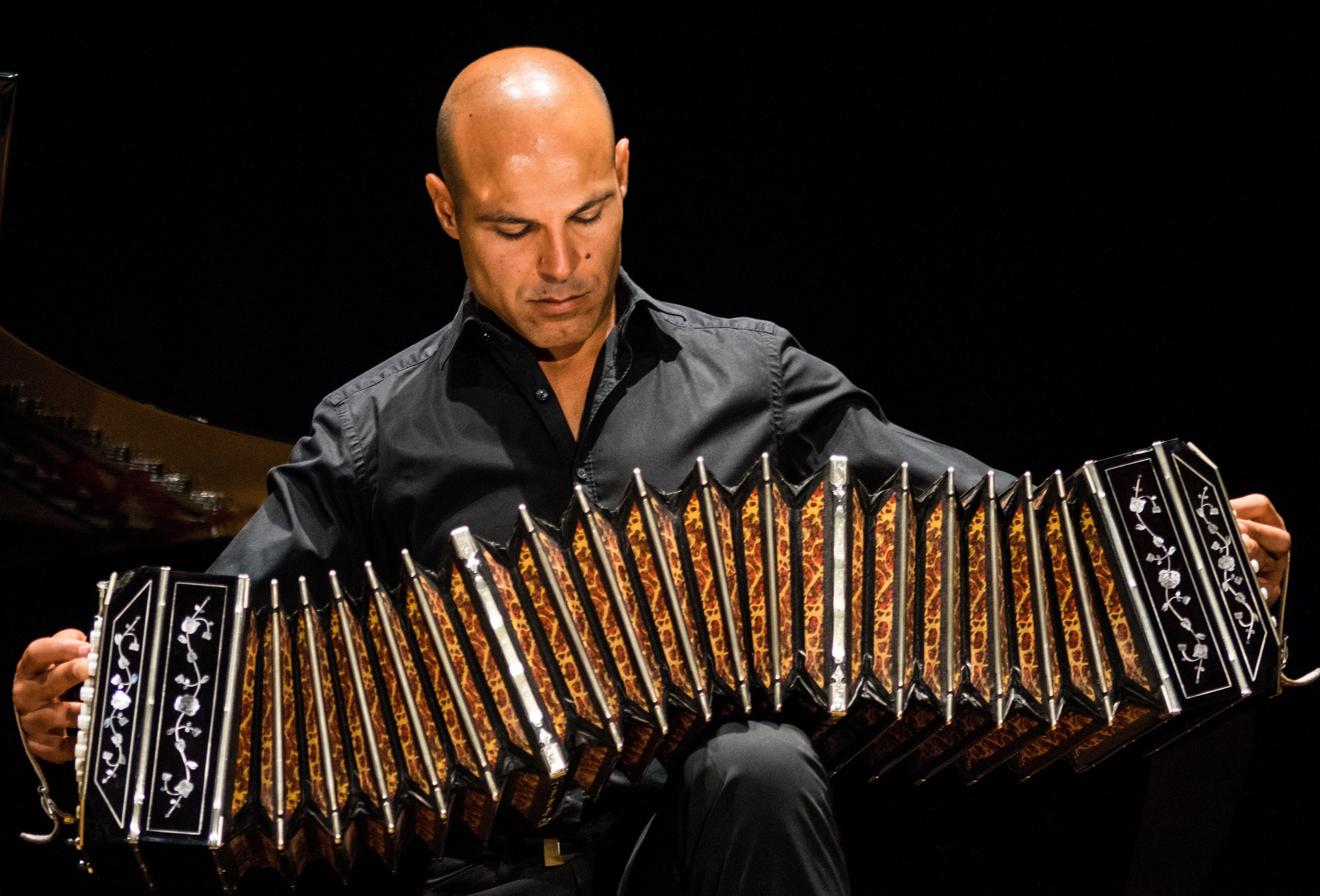
Fabio Furia in concerto nel 2020

A partire dall’Anno Accademico 2013/2014, sotto la sua guida e su sua iniziativa, viene istituito il primo percorso di sperimentazione, primo e unico in Italia, finalizzato all’introduzione dello studio del bandoneon e della prassi esecutiva del Tango, presso il Conservatorio di Cagliari. Grazie a tale sperimentazione, nel giugno 2018 lo stesso Conservatorio ottiene l’approvazione dal MIUR per l'istituzione del primo corso accademico per il conseguimento della laurea triennale in Musiche Tradizionali ad indirizzo strumentale Bandoneón. Tale corso viene formalmente attivato nell'Anno Accademico 2018-2019 e la docenza è fin da allora affidata al M° Fabio Furia.
Nel 2017 fonda l’Accademia Italiana del bandoneon, un'Istituzione privata con la quale organizza la Masterclass Internazionale di bandoneon e concerti con i più importanti solisti al mondo.
Collabora con la classe di bandoneon della Professoressa Yvonne Hahn del Conservatorio di Avignone e con il CODARTS di Rotterdam con i quali ha attivato il progetto "Le giornate europee del bandoneon" per lo sviluppo della didattica e che ha sede alternativamente nei tre conservatori di Cagliari, Avignone e Rotterdam.
È membro, in qualità di solista, del Novafonic Quartet, del duo con il violinista Gianmaria Melis e del duo con il chitarrista Alessandro Deiana con il quale ha inciso, nel 2021, l'ultimo cd A los maestros. Ha fondato ed è stato il bandoneon solista dell’Anna Tifu Tango Quartet.
È fondatore e direttore artistico delle Associazioni Culturali “Anton Stadler” e "ContraMilonga" per le quali ha ideato il Festival Internazionale di Musica da Camera, ARTango & Jazz Festival e il Festival Culturale Liberevento (per la parte relativa agli eventi musicali).

## Strumentazione
Fabio Furìa suona un bandoneon 142 della fabbrica tedesca Alfred Arnold Bandonion & Concertinafabrik Klingenthal GmbH di cui è collaboratore ed endorser. Possiede e suona anche due bandoneon storici Alfred Arnold, un “completo nacarado” del 1937 e un “Negro Liso” del 1938.

## Composizioni
- Nues 2013
- Istellas 2013
- Resolzas 2013
- Vals jazz 2014

## Discografia

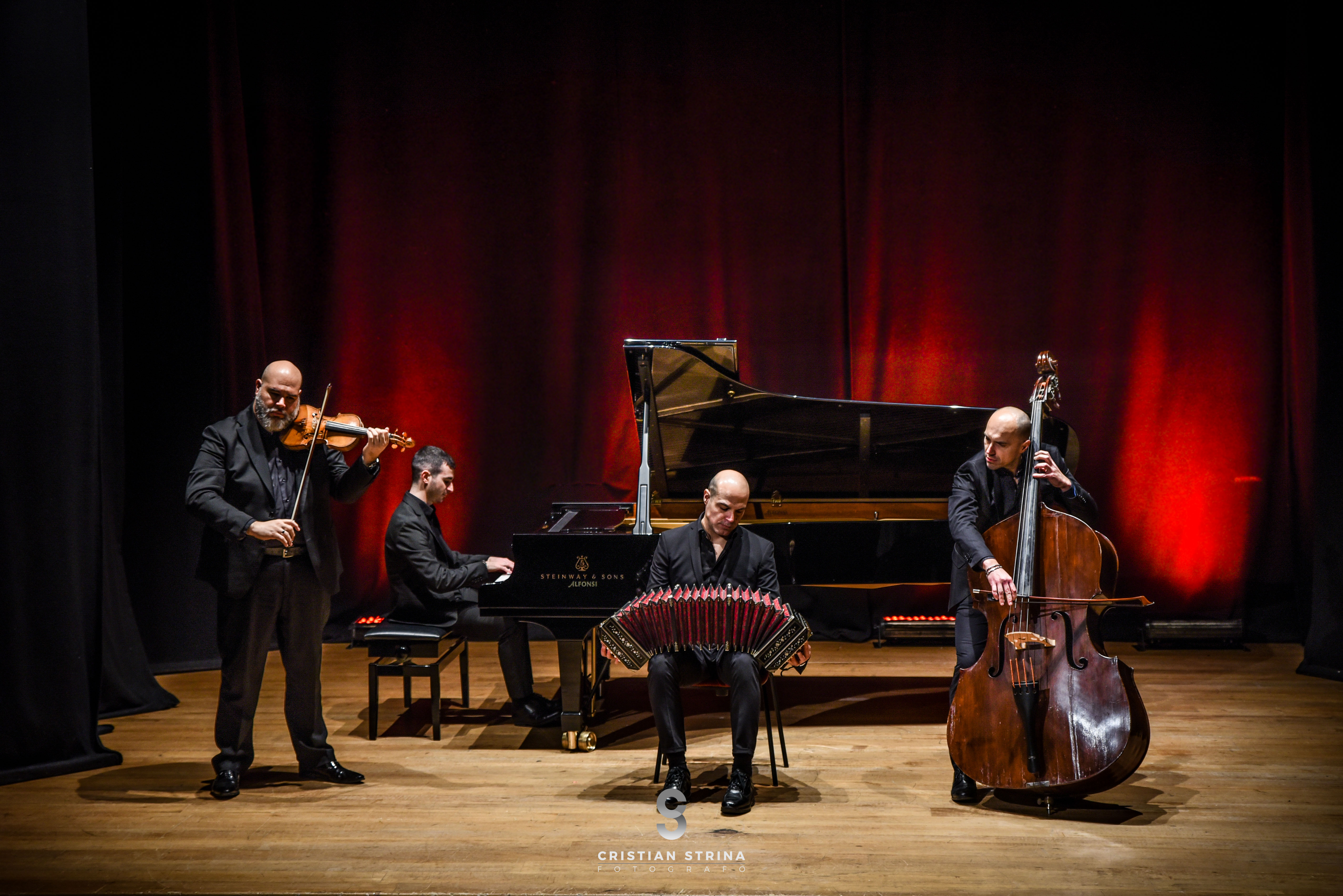
Novafonic Quartet: Fabio Furia, bandoneon; Gianmaria Melis, violino; Marco Schirru, piano; Giovanni Chiaramonte, contrabbasso.

### Album in studio
- 2015 - Novafonic Quartet (KNS Classical)
- 2021 - A los maestros (Da Vinci Classics) (con Alessandro Deiana)

### Album dal vivo
- 2013 - Fabio Furia in concerto (KNS Classical)